# Postman Pat 2
Postman Pat 2 (titolo usato sulle confezioni, mentre a video è Postman Pat II) è un videogioco tratto dalla serie animata Il postino Pat, pubblicato nel tardo 1989 per Amstrad CPC, Commodore 64 e ZX Spectrum dalla Alternative Software. Uscì come titolo a basso costo e la stampa lo giudicò a volte come destinato soprattutto ai più piccoli. È il seguito di Postman Pat uscito lo stesso anno, e fu seguito a sua volta da Postman Pat 3: To the Rescue nel 1992. I tre titoli uscirono anche insieme, nel 1992-1993, nella raccolta The Postman Pat Hit Collection per C64 e Spectrum.

## Modalità di gioco
Il giocatore controlla Pat con l'obiettivo di consegnare la posta per le vie del paesino campagnolo di Greendale. A differenza degli altri due titoli della serie, qui Pat non ha il furgone e si muove a piedi. La visuale principale mostra la via attuale con inquadratura di lato e i personaggi che si muovono in orizzontale; quando Pat raggiunge i bordi dello schermo o svolta in una via trasversale, la scena cambia. Sotto la visuale si ha una minimappa dell'intera cittadina, che è un piccolo labirinto con oltre 30 case e diversi altri edifici, in circa 60 schermate.
Le lettere vanno consegnate una alla volta in ordine prestabilito. La casa dove va portata la lettera successiva è indicata sia nella minimappa, sia nella visuale principale; in quest'ultima una freccia mostra la direzione suggerita, ma è sostanzialmente inutile avendo l'indicazione precisa in mappa. Pat deve consegnare un certo numero di lettere prima di esaurire l'energia, rappresentata da una tazza di tè; se la tazza si svuota la partita termina. Sono disponibili due livelli di difficoltà.
In alcuni luoghi compaiono vari abitanti che chiedono a Pat di svolgere una commissione, che consiste nel procurargli un particolare oggetto. Pat può trovare gli oggetti sparsi per la città e trasportarli uno alla volta. Quando li porta in buone condizioni ai residenti, questi gli offrono una ricarica di tè.
Alcune galline corrono per le strade e se raggiungono Pat beccano la lettera e la fanno cadere lontano, e Pat deve necessariamente andare a raccoglierla. Su Commodore 64 le galline riducono anche l'energia, mentre nelle altre versioni cala col passare del tempo. Per la città si aggira anche il furgone di Sam il droghiere, che Pat può cercare di incontrare per ottenere dei passaggi veloci. Anche Ted il tuttofare cammina per la città e Pat può raggiungerlo per farsi riparare eventuali oggetti rotti. La minimappa mostra sempre le posizioni di Pat, Sam, Ted e di tutte le galline.
La visuale principale su Amstrad è monocromatica, nonostante sia a colori nelle altre versioni, inclusa quella per lo Spectrum che ha capacità grafiche inferiori.